# Edmunds County
Edmunds County är ett administrativt område i delstaten South Dakota, USA. År 2010 hade countyt 4 071 invånare. Den administrativa huvudorten (county seat) är Ipswich. 

## Geografi
Enligt United States Census Bureau så har countyt en total area på 2 981 km². 2 967 km² av den arean är land och 14 km² är vatten. 

### Angränsande countyn
- McPherson County, South Dakota - nord
- Brown County, South Dakota - öst
- Faulk County, South Dakota - syd
- Potter County, South Dakota - sydväst
- Spink County, South Dakota - sydost
- Walworth County, South Dakota - väst